# Black Cobra
Black Cobra er en indvandrerbande i Danmark, som er repræsenteret i flere større danske byer, hovedsageligt på Sjælland. Banden blev etableret i år 2000 i Roskilde, og har cirka 100 medlemmer i Danmark. Banden har også i flere år været aktiv i Sverige, men i maj 2012 besluttede de svenske Black Cobra at nedlægge sig selv, og afdelingen i Sydsverige blev den første, der lukkede. Efterfølgende blev afdelingerne i Stockholm, Uppsala og Eskilstuna lukket. Politiet beskriver Black Cobra som et løst netværk med flere stærke lederfigurer. Banden har afdelinger i byerne Roskilde, Hundige, Næstved, Kalundborg, Nivå, Kokkedal, Albertslund, Vordingborg og Køge.
I Danmark er medlemmer af Black Cobra blevet dømt for blandt andet narkohandel, afpresning, biltyveri, overtrædelse af våbenloven, trusler og drabsforsøg. Black Cobras medlemmer bærer sorte og hvide skjorter med et emblem af en kobra i angrebsposition, på bagsiden. Et, andet symbol, er bandens navn skrevet i gotisk skrift.